# 安德烈亚·科利内利
安德烈亚·科利内利（義大利語：Andrea Collinelli，1969年7月2日—），意大利男子自行车运动员。他曾代表意大利参加1996年夏季奥林匹克运动会自行车比赛，获得男子个人追逐赛金牌。